# Peter Pelham
Pour les articles homonymes, voir Pelham.
Peter Pelham (1695/1697 - 1751) est un graveur britannique en manière noire.

## Biographie
Né en 1695 ou 1697, Peter Pelham est vraisemblablement le fils de Peter Pelham senior, un propriétaire terrien, mort à Chichester, Sussex, en 1756.
Peter Pelham junior épouse en premières noces Martha à Covent Garden et leur premier enfant, selon le registre paroissial de Saint-Paul de Londres, est baptisé le 20 janvier 1720.
Peter a été formé à la gravure par John Simon, expert en manière noire, technique dans laquelle le jeune-homme va dans un premier temps se spécialiser et exceller. Entre 1720 et 1726, il exécute les portraits gravés de personnalités importantes du Royaume, telles que la reine Anne, George Ier, le comte de Derby, lord Wilmington, lord Carteret, Edmund Gibson, et d'autres.
Il décide de partir pour Boston en 1727 et de s'y installer. Les raisons de son départ de Londres ne sont pas clairement établies. On connaît de lui un portrait gravé de Samuel Shute (en), gouverneur de la colonie du Massachusetts, réalisé à Londres en 1724, et qui lui servit une fois installé sur place à démarcher des clients potentiels. Peter Pelham est aussi instituteur, sans doute ne gagne-t-il pas aussi bien sa vie avec son art. On le connaît aussi sous la profession de limner, à savoir « coloriste » ou « enlumineur ».
En 1728, il exécute le portrait gravé du révérend Cotton Mather, important notable bostonien, qui lui ouvre les portes d'autres travaux similaires, parmi les membres du culte puritain de la Nouvelle-Angleterre. Par ailleurs, il forme à la gravure le peintre John Smybert, arrivé à Boston en 1730, et dont il fera le portrait en 1737.
Ces commandes ne parviennent pas à maintenir son train de vie et à nourrir sa famille : Pelham ouvre alors une sorte d'école où il enseigne entre autres la danse de salon et l'arithmétique. Sa première épouse, Martha, meurt à Boston, et il épouse en secondes noces le 15 octobre 1734, Margaret Lowrey, laquelle meurt à son tour. Il épouse en troisièmes noces, le 22 mai 1748 Mary Singleton Copley, veuve de Richard Copley, un vendeur de tabac originaire d'Irlande, dont elle a déjà un fils, John Singleton Copley né en 1738, futur peintre à qui Peter donne des leçons. De cette union naît Henry Pelham en 1749.
Leur maison, école, atelier, et boutique de tabac se trouvaient entre Queen Street et Lindall Street.
Peter Pelham meurt en décembre 1751 à Boston.
Parmi ses descendants, on trouve son petit-fils, William Pelham (1759-1827), libraire à Boston.

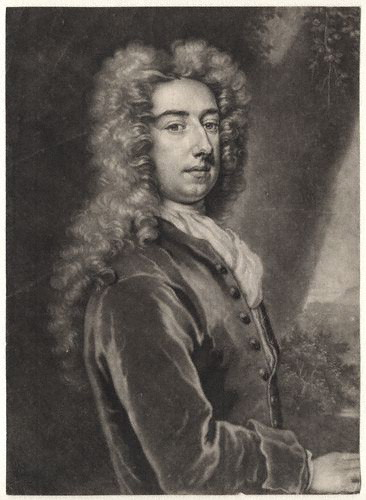
Portrait gravé de lord Wilmington (1720, manière noire).
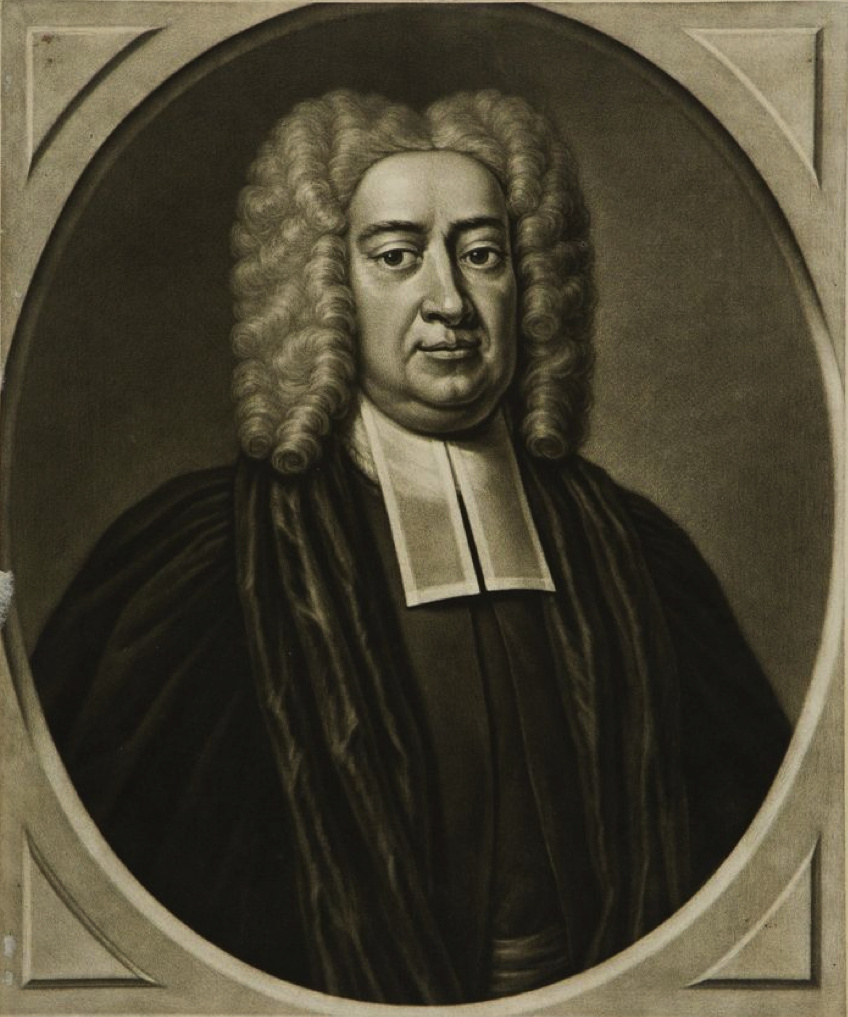
Portrait gravé de Timothy Cutler, pasteur de l'église du Christ (Boston, 1750).